# Flatwoods (Kentucky)
Flatwoods és una població dels Estats Units a l'estat de Kentucky. Segons el cens del 2000 tenia 7.605 habitants.

## Demografia
Segons el cens del 2000, Flatwoods tenia 7.605 habitants, 3.114 habitatges, i 2.282 famílies. La densitat de població era de 654 habitants/km².
Dels 3.114 habitatges en un 31,3% hi vivien nens de menys de 18 anys, en un 58% hi vivien parelles casades, en un 12,6% dones solteres, i en un 26,7% no eren unitats familiars. En el 24,1% dels habitatges hi vivien persones soles l'11,3% de les quals corresponia a persones de 65 anys o més que vivien soles. El nombre mitjà de persones vivint en cada habitatge era de 2,41 i el nombre mitjà de persones que vivien en cada família era de 2,85.
Per edats la població es repartia de la següent manera: un 23% tenia menys de 18 anys, un 7,7% entre 18 i 24, un 28% entre 25 i 44, un 25% de 45 a 60 i un 16,3% 65 anys o més.
L'edat mediana era de 40 anys. Per cada 100 dones de 18 o més anys hi havia 82,1 homes.
La renda mediana per habitatge era de 31.115 $ i la renda mediana per família de 39.023$. Els homes tenien una renda mediana de 36.184$ mentre que les dones 20.904$. La renda per capita de la població era de 17.633$. Entorn del 9,7% de les famílies i l'11,6% de la població estaven per davall del llindar de pobresa.

## Poblacions més properes
El següent diagrama mostra les poblacions més properes.